# Pečatniki (stanice metra v Moskvě, linka Bolšaja kolcevaja)
Pečatniki (rusky Печатники) je stanice moskevského metra na lince Bolšaja kolcevaja, která byla zprovozněna 1. března 2023 v rámci úseku Kachovskaja – Nižegorodskaja. V tento den byly slavnostně zprovozněny všechny dosud nezprovozněné stanice na této lince, provoz slavnostně spustil prezident Ruska Vladimir Putin. Stanice umožňuje přestup na stejnojmennou stanici Ljublinsko-Dmitrovské linky a stejnojmennou železniční zastávku obsluhovanou vlaky na lince MCD-2. Je pojmenována podle čtvrti, ve které se nachází.

## Charakter stanice
Stanice Pečatniki se nachází ve stejnojmenné čtvrti severovýchodně od křížení ulic Šossejné (Шоссейная улица) a Gurjanova (Улица Гурьянова). Po úplném dokončení bude stanice disponovat dvěma vestibuly. Podzemní severní se nachází v blízkosti železniční zastávky, jižní povrchový se staví v blízkosti vestibulu stanice na Ljublinsko-Dmitrovské lince a měl by být dokončen v roce 2024. Již nyní je přes tento vestibul umožněna přestupní vazba mezi oběma stanicemi. Stanice bude částí dopravního uzlu, který bude zahrnovat i autobusové nádraží a multifunkční centrum s kancelářemi, obchody a hotelem.    
Architektonický koncept stanice vychází z tématu typografie a knihtisku (podle názvu stanice: pečatať - печатать - znamená v překladu tisknout). Stanice byla navržena v stylu neobrutalismu. Design stanice obsahuje typické typografické barvy: černou, šedou a bílou. V designu dominují charakteristiky stylu neobrutalismu - jednoduchost a odměřenost. Stěny jsou z nerezové oceli, podlaha je z přírodního kamene a strop je z hliníku. Osvětlení stanice je kombinace přímého a odraženého světla. Všechny osvětlovací prvky jsou standardní průmyslová svítidla. Vstupní pavilon je postaven v podobě police na knihy.
Trať metra je zde vybudována v dvoukolejném tunelu, proto stanice Pečatniki má dvě boková nástupiště, jež jsou propojena s vestibulem prostřednictvím výtahů a eskalátorů, které však končí nad úrovní nástupišť. Zbytek musí cestující dojít po schodišti, nástupiště jsou propojena mostem.        